# Alticola montosa
Alticola montosa es una especie de roedor de la familia Cricetidae.

## Distribución geográfica
Se encuentra sólo en India y Pakistán. 